# 歡喜 高興 溫柔
《歡喜 高興 溫柔》（たのしく たのしく やさしくね）為日本女歌手華原朋美的第8張單曲，由小室哲哉所製作。

## 說明
- 初登場便取得公信榜冠軍，自〈save your dream〉起已連續四作奪冠。
- 第一首由小室與華原共同作詞的主打單曲。
- 當時華原眼看含小室在內的工作人員的辛勞，抱持著「想要至少還有我可以給予快樂和溫柔，讓含自己在內的周遭都能得以和緩」的心情以書信的方式寫下了歌詞，經華原嚴選後轉交給了小室，並在得知獲得引用之後開心地表示「在真正意義上成了製作人與音樂人的關係」。然而之後華原本人表示「一切都很悲傷。所以一面說著『歡喜、高興』給自己聽，一面歌唱著」。

## 收錄歌曲
全碟作曲・編曲：小室哲哉。作詞：小室哲哉、華原朋美
1. 歡喜 高興 溫柔 [Original Mix]
2. 歡喜 高興 溫柔 [Kanebo CM Version]
3. 歡喜 高興 溫柔 [Summer Night Mix]
4. 歡喜 高興 溫柔 [Karaoke Mix]